# Прапори та герби Польщі

## Вармінсько-Мазурське воєводство

Прапор Вармінсько-Мазурського воєводства
Герб Вармінсько-Мазурського воєводства

Герб Бартошицького повіту
Прапор Браневського повіту
Герб Браневського повіту
Прапор Венгожевського повіту
Герб Венгожевського повіту
Прапор Гіжицького повіту
Герб Гіжицького повіту
Прапор Голдапського повіту
Герб Голдапського повіту
Прапор Дзялдовського повіту
Герб Дзялдовського повіту
Прапор Елкського повіту
Герб Елкського повіту
Прапор Ельблонзького повіту
Герб Ельблонзького повіту
Прапор Ілавського повіту
Герб Ілавського повіту
Прапор Кентшинського повіту
Герб Кентшинського повіту
Прапор Лідзбарського повіту
Герб Лідзбарського повіту
Прапор Мронговського повіту
Герб Мронговського повіту
Прапор Нідзицького повіту
Герб Нідзицького повіту
Прапор Новомейського повіту
Герб Новомейського повіту
Прапор Олецького повіту
Герб Олецького повіту
Прапор Ольштинського повіту
Герб Ольштинського повіту
Прапор Острудського повіту
Герб Острудського повіту
Прапор Піського повіту
Герб Піського повіту
Прапор Щиценського повіту
Герб Щиценського повіту

Прапор Ельблонга
Герб Ельблонга
Прапор Ольштина
Герб Ольштина

## Великопольське воєводство

Прапор Каліша
Герб Каліша
Прапор Коніна
Герб Коніна
Прапор Лешна
Герб Лешна
Прапор Познані
Герб Познані

Прапор Великопольського воєводства
Герб Великопольського воєводства

Прапор Вжесінського повіту
Герб Вжесінського повіту
Прапор Вольштинського повіту
Герб Вольштинського повіту
Прапор Вонгровецького повіту
Герб Вонгровецького повіту
Прапор Гнезненського повіту
Герб Гнезненського повіту
Прапор Гостинського повіту
Герб Гостинського повіту
Прапор Гродзиського повіту
Герб Гродзиського повіту
Прапор Злотовського повіту
Герб Злотовського повіту
Прапор Каліського повіту
Герб Каліського повіту
Прапор Кемпінського повіту
Герб Кемпінського повіту
Прапор Кольського повіту
Герб Кольського повіту
Прапор Конінського повіту
Герб Конінського повіту
Прапор Косцянського повіту
Герб Косцянського повіту
Прапор Кротошинського повіту
Герб Кротошинського повіту
Прапор Лещинського повіту
Герб Лещинського повіту
Прапор М'єндзиходського повіту
Герб М'єндзиходського повіту
Прапор Новотомиського повіту
Герб Новотомиського повіту
Прапор Оборницького повіту
Герб Оборницького повіту
Прапор Островського повіту
Герб Островського повіту
Прапор Остшешовського повіту
Герб Остшешовського повіту
Прапор Пільського повіту
Герб Пільського повіту
Прапор Плешевського повіту
Герб Плешевського повіту
Прапор Познанського повіту
Герб Познанського повіту
Прапор Равицького повіту
Герб Равицького повіту
Прапор Слупецького повіту
Герб Слупецького повіту
Прапор Сьредзького повіту
Герб Сьредзького повіту
Прапор Сьремського повіту
Герб Сьремського повіту
Прапор Турецького повіту
Герб Турецького повіту
Прапор Ходзезького повіту
Герб Ходзезького повіту
Прапор Чарнковсько-Тшцянецького повіту
Герб Чарнковсько-Тшцянецького повіту
Прапор Шамотульського повіту
Герб Шамотульського повіту
Прапор Яроцинського повіту
Герб Яроцинського повіту

- Прапор Каліша
- Герб Каліша
- Прапор Коніна
- Герб Коніна
- Прапор Лешна
- Герб Лешна
- Прапор Познані
- Герб Познані

## Західнопоморське воєводство

Прапор Західнопоморського воєводства
Герб Західнопоморського воєводства

Прапор Білоґардського повіту
Герб Білоґардського повіту
Прапор Валецького повіту
Герб Валецького повіту
Прапор Голеньовського повіту
Герб Голеньовського повіту
Прапор Грифінського повіту
Герб Грифінського повіту
Прапор Ґрифицького повіту
Герб Ґрифицького повіту
Прапор Дравського повіту
Герб Дравського повіту
Прапор Каменського повіту
Герб Каменського повіту
Прапор Колобжезького повіту
Герб Колобжезького повіту
Прапор Кошалінського повіту
Герб Кошалінського повіту
Прапор Лобезького повіту
Герб Лобезького повіту
Прапор Мисліборського повіту
Герб Мисліборського повіту
Прапор Пижицького повіту
Герб Пижицького повіту
Прапор Полицького повіту
Герб Полицького повіту
Прапор Славенського повіту
Герб Славенського повіту
Прапор Старгардського повіту
Герб Старгардського повіту
Прапор Сьвідвінського повіту
Герб Сьвідвінського повіту
Прапор Хощенського повіту
Герб Хощенського повіту
Прапор Щецинецького повіту
Герб Щецинецького повіту

Прапор Кошаліна
Герб Кошаліна
Прапор Свіноуйсьця
Герб Свіноуйсьця
Прапор Щецина
Герб Щецина

## Куявсько-Поморське воєводство

Прапор Куявсько-Поморського воєводства
Герб Куявсько-Поморського воєводства

Прапор Александровського повіту
Герб Александровського повіту
Прапор Бидгозького повіту
Герб Бидгозького повіту
Прапор Бродницького повіту
Герб Бродницького повіту
Прапор Влоцлавського повіту
Герб Влоцлавського повіту
Прапор Вомбжезького повіту
Герб Вомбжезького повіту
Прапор Ґолюбсько-Добжинського повіту
Герб Ґолюбсько-Добжинського повіту
Прапор Ґрудзьондзького повіту
Герб Ґрудзьондзького повіту
Прапор Жнінського повіту
Герб Жнінського повіту
Прапор Іновроцлавського повіту
Герб Іновроцлавського повіту
Прапор Ліпнівського повіту
Герб Ліпнівського повіту
Прапор Моґіленського повіту
Герб Моґіленського повіту
Прапор Накельського повіту
Герб Накельського повіту
Прапор Радзейовського повіту
Герб Радзейовського повіту
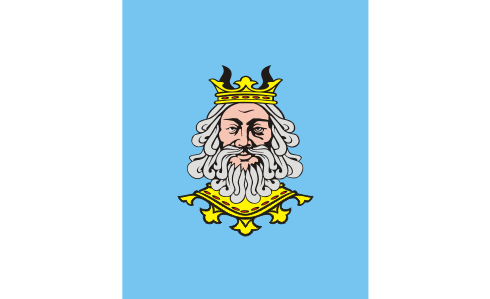
Прапор Рипінського повіту
Герб Рипінського повіту
Прапор Свецького повіту
Герб Свецького повіту
Прапор Семполенського повіту
Герб Семполенського повіту
Прапор Торунського повіту
Герб Торунського повіту
Прапор Тухольського повіту
Герб Тухольського повіту
Прапор Хелмінського повіту
Герб Хелмінського повіту

Прапор Бидгоща
Герб Бидгоща
Прапор Влоцлавека
Герб Влоцлавека
Прапор Грудзьондза
Герб Грудзьондза
Прапор Торуня
Герб Торуня

## Лодзинське воєводство

Прапор Лодзинського воєводства
Герб Лодзинського воєводства

Прапор Белхатовського повіту
Герб Белхатовського повіту
Прапор Бжезінського повіту
Герб Бжезінського повіту
Прапор Велюнського повіту
Герб Велюнського повіту
Прапор Верушовського повіту
Герб Верушовського повіту
Прапор Здунськовольського повіту
Герб Здунськовольського повіту
Прапор Зґерського повіту
Герб Зґерського повіту
Прапор Кутновського повіту
Герб Кутновського повіту
Прапор Ласького повіту
Герб Ласького повіту
Прапор Ленчицького повіту
Герб Ленчицького повіту
Прапор Ловицького повіту
Герб Ловицького повіту
Прапор Опочинського повіту
Герб Опочинського повіту
Прапор Паб'яницького повіту
Герб Паб'яницького повіту
Прапор Паєнчанського повіту
Герб Паєнчанського повіту
Прапор Пйотрковського повіту
Герб Пйотрковського повіту
Прапор Поддембицького повіту
Герб Поддембицького повіту
Прапор Радомщанського повіту
Герб Радомщанського повіту
Прапор Равського повіту
Герб Равського повіту
Прапор Серадзького повіту
Герб Серадзького повіту
Прапор Скерневицького повіту
Герб Скерневицького повіту
Прапор Лодзький-Східного повіту
Герб Лодзький-Східного повіту
Прапор Томашовського повіту
Герб Томашовського повіту

Прапор Лодзі
Герб Лодзі
Прапор Пйотркув-Трибунальського
Герб Пйотркув-Трибунальського
Прапор Скєрнєвіц
Герб Скєрнєвіц

## Люблінське воєводство

Прапор Люблінського воєводства
Герб Люблінського воєводства

Прапор Білгорайського повіту
Герб Білгорайського повіту
Прапор Більського повіту
Герб Більського повіту
Прапор Володавського повіту
Герб Володавського повіту
Прапор Грубешівського повіту
Герб Грубешівського повіту
Прапор Замостського повіту
Герб Замостського повіту
Прапор Красноставського повіту
Герб Красноставського повіту
Прапор Красницького повіту
Герб Красницького повіту
Прапор Ленчинського повіту
Герб Ленчинського повіту
Прапор Луківського повіту
Герб Луківського повіту
Прапор Любартовського повіту
Герб Любартовського повіту
Прапор Люблінського повіту
Герб Люблінського повіту
Прапор Опольського повіту
Герб Опольського повіту
Прапор Парчівського повіту
Герб Парчівського повіту
Прапор Пулавського повіту
Герб Пулавського повіту
Прапор Радинського повіту
Герб Радинського повіту
Прапор Рицького повіту
Герб Рицького повіту
Прапор Свідницького повіту
Герб Свідницького повіту
Прапор Томашівського повіту
Герб Томашівського повіту
Прапор Холмського повіту
Герб Холмського повіту
Прапор Янівського повіту
Герб Янівського повіту

Прапор Білої Підляської
Герб Білої Підляської
Прапор Замостя
Герб Замостя
Прапор Любліна
Герб Любліна
Прапор Холма
Герб Холма

## Любуське воєводство

Прапор Любуського воєводства
Герб Любуського воєводства

Прапор Всховського повіту
Герб Всховського повіту
Прапор Ґожовського повіту
Герб Ґожовського повіту
Прапор Жаганського повіту
Герб Жаганського повіту
Прапор Жарського повіту
Герб Жарського повіту
Прапор Зельоноґурського повіту
Герб Зельоноґурського повіту
Прапор Кросненського повіту
Герб Кросненського повіту
Прапор Мендзижецького повіту
Герб Мендзижецького повіту
Прапор Новосольського повіту
Герб Новосольського повіту
Прапор Свебодзінського повіту
Герб Свебодзінського повіту
Прапор Слубицького повіту
Герб Слубицького повіту
Прапор Стшелецько-Дрезденецького повіту
Герб Стшелецько-Дрезденецького повіту
Прапор Суленцинського повіту
Герб Суленцинського повіту

Прапор Ґожува-Велькопольського
Герб Ґожува-Велькопольського
Прапор Зеленої Гури
Герб Зеленої Гури

## Мазовецьке воєводство

Прапор Мазовецького воєводства
Герб Мазовецького воєводства

Прапор Білобжезького повіту
Герб Білобжезького повіту
Прапор Варшавсько-Західного повіту
Герб Варшавсько-Західного повіту
Прапор Венгровського повіту
Герб Венгровського повіту
Прапор Вишковського повіту
Герб Вишковського повіту
Прапор Воломінського повіту
Герб Воломінського повіту
Прапор Гарволінського повіту
Герб Гарволінського повіту
Прапор Гостинінського повіту
Герб Гостинінського повіту
Прапор Гродзиського повіту
Герб Гродзиського повіту
Прапор Груєцького повіту
Герб Груєцького повіту
Прапор Жирардовського повіту
Герб Жирардовського повіту
Прапор Журомінського повіту
Герб Журомінського повіту
Прапор Зволенського повіту
Герб Зволенського повіту
Прапор Козеницького повіту
Герб Козеницького повіту
Прапор Легьоновського повіту
Герб Легьоновського повіту
Прапор Ліпського повіту
Герб Ліпського повіту
Прапор Лосицького повіту
Герб Лосицького повіту
Прапор Маковського повіту
Герб Маковського повіту
Прапор Мінського повіту
Герб Мінського повіту
Прапор Млавського повіту
Герб Млавського повіту
Прапор Новодворського повіту
Герб Новодворського повіту
Прапор Островського повіту
Герб Островського повіту
Прапор Остроленцького повіту
Герб Остроленцького повіту
Прапор Отвоцького повіту
Герб Отвоцького повіту
Прапор Плонського повіту
Герб Плонського повіту
Прапор Плоцького повіту
Герб Плоцького повіту
Прапор Прушковського повіту
Герб Прушковського повіту
Прапор Пултуського повіту
Герб Пултуського повіту
Прапор Пшасниського повіту
Герб Пшасниського повіту
Прапор Пшисуського повіту
Герб Пшисуського повіту
Прапор Пясечинського повіту
Герб Пясечинського повіту
Прапор Радомського повіту
Герб Радомського повіту
Прапор Седлецького повіту
Герб Седлецького повіту
Прапор Серпецького повіту
Герб Серпецького повіту
Прапор Соколовського повіту
Герб Соколовського повіту
Прапор Сохачевського повіту
Герб Сохачевського повіту
Прапор Цехановського повіту
Герб Цехановського повіту
Прапор Шидловецького повіту
Герб Шидловецького повіту

Прапор Варшави
Герб Варшави
Прапор Остроленки
Герб Остроленки
Прапор Плоцька
Герб Плоцька
Прапор РадомаПрапор Радома
Герб Радома
Прапор Седльця
Герб Седльця

## Малопольське воєводство

Прапор Малопольського воєводства
Герб Малопольського воєводства

Прапор Бжеського повіту
Герб Бжеського повіту
Прапор Бохенського повіту
Герб Бохенського повіту
Прапор Вадовицького повіту
Герб Вадовицького повіту
Прапор Велицького повіту
Герб Велицького повіту
Прапор Горлицького повіту
Герб Горлицького повіту
Прапор Домбровського повіту
Герб Домбровського повіту
Прапор Краківського повіту
Герб Краківського повіту
Прапор Лімановського повіту
Герб Лімановського повіту
Прапор Меховського повіту
Герб Меховського повіту
Прапор Мисьленицького повіту
Герб Мисьленицького повіту
Прапор Новосондецького повіту
Герб Новосондецького повіту
Прапор Новотарського повіту
Герб Новотарського повіту
Прапор Олькуського повіту
Герб Олькуського повіту
Прапор Освенцимського повіту
Герб Освенцимського повіту
Прапор Прошовицького повіту
Герб Прошовицького повіту
Прапор Суського повіту
Герб Суського повіту
Прапор Тарновського повіту
Герб Тарновського повіту
Прапор Татшанського повіту
Герб Татшанського повіту
Прапор Хшановського повіту
Герб Хшановського повіту

Прапор Кракова
Герб Кракова
Прапор Нового Сонча
Герб Нового Сонча
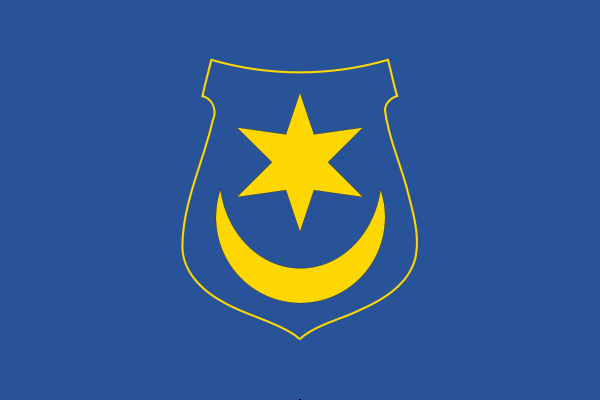
Прапор Тарнова
Герб Тарнова

## Нижньосілезьке воєводство

Прапор Нижньосілезького воєводства
Герб Нижньосілезького воєводства

Прапор Болеславецького повіту
Герб Болеславецького повіту
Прапор Валбжиського повіту
Герб Валбжиського повіту
Прапор Воловського повіту
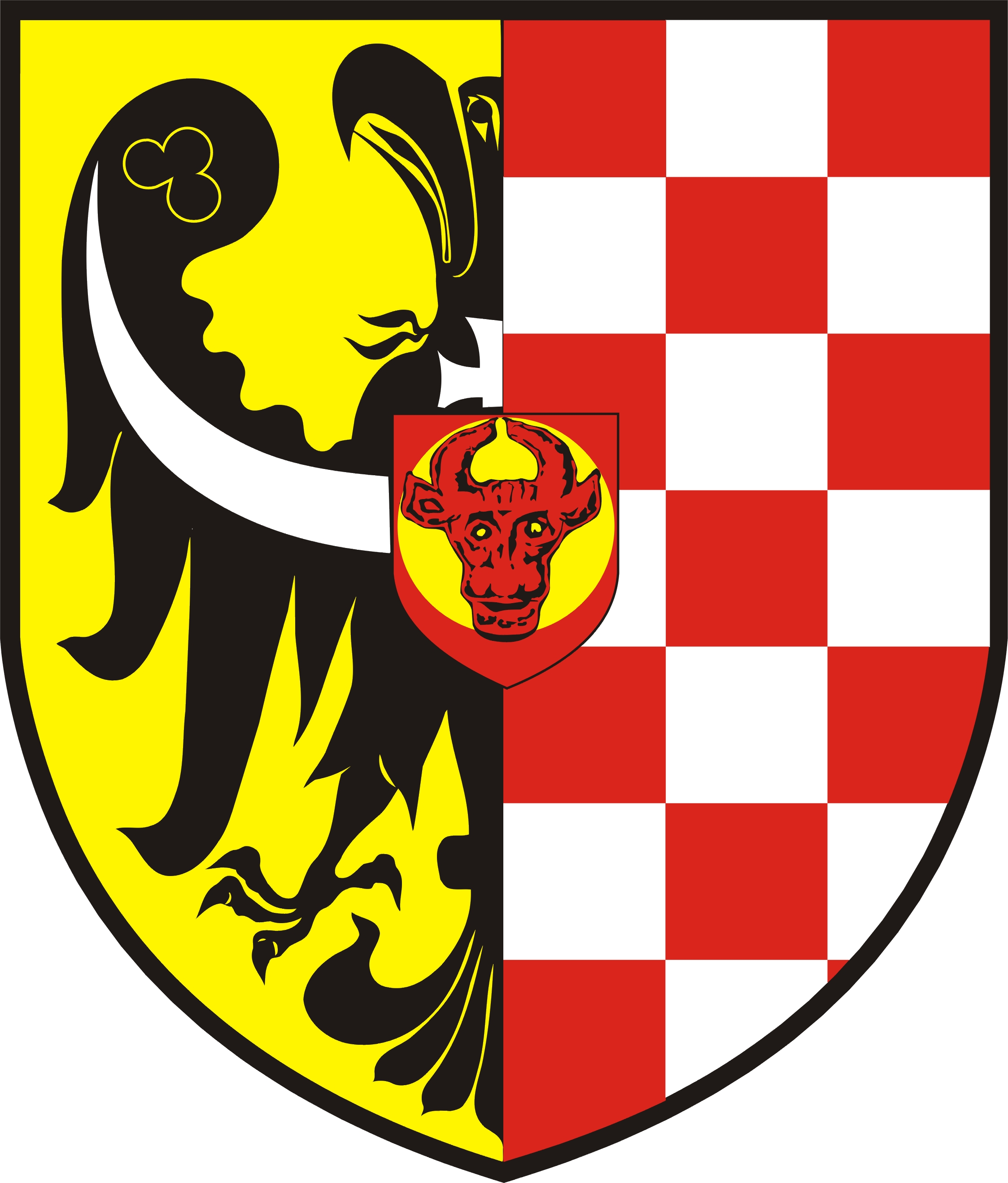
Герб Воловського повіту
Прапор Вроцлавського повіту
Герб Вроцлавського повіту
Прапор Ґлоґовського повіту
Герб Ґлоґовського повіту
Прапор Ґуровського повіту
Герб Ґуровського повіту
Прапор Дзержоньовського повіту
Герб Дзержоньовського повіту
Прапор Єленьогурського повіту
Герб Єленьогурського повіту
Прапор Зґожелецького повіту
Герб Зґожелецького повіту
Прапор Злоторийського повіту
Герб Злоторийського повіту
Прапор Зомбковицького повіту
Герб Зомбковицького повіту
Прапор Каменноґурського повіту
Герб Каменноґурського повіту
Прапор Клодзького повіту
Герб Клодзького повіту
Прапор Леґницького повіту
Герб Леґницького повіту
Прапор Львувецького повіту
Герб Львувецького повіту
Прапор Любанського повіту
Герб Любанського повіту
Прапор Любінського повіту
Герб Любінського повіту
Прапор Мілицького повіту
Герб Мілицького повіту
Прапор Олавського повіту
Герб Олавського повіту
Прапор Олесьницького повіту
Герб Олесьницького повіту
Прапор Польковицького повіту
Герб Польковицького повіту
Прапор Свідницького повіту
Герб Свідницького повіту
Прапор Стшелінського повіту
Герб Стшелінського повіту
Прапор Сьредського повіту
Герб Сьредського повіту
Прапор Тшебницького повіту
Герб Тшебницького повіту
Прапор Яворського повіту
Герб Яворського повіту

Прапор Вроцлава
Герб Вроцлава
Прапор Легниці
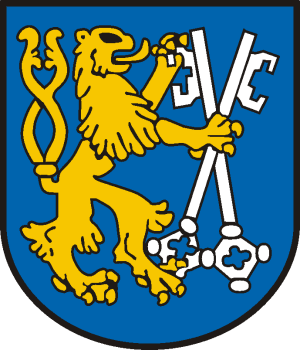
Герб Легниці
Прапор Єленьої Гури
Герб Єленьої Гури

## Опольське воєводство

Прапор Ополя
Герб Ополя

Прапор Опольського воєводства
Герб Опольського воєводства

Прапор Бжезького повіту
Герб Бжезького повіту
Прапор Глубчицького повіту
Герб Глубчицького повіту
Прапор Кендзежинсько-Козельського повіту
Герб Кендзежинсько-Козельського повіту
Прапор Ключборського повіту
Герб Ключборського повіту
Прапор Крапковицького повіту
Герб Крапковицького повіту
Прапор Намисловського повіту
Герб Намисловського повіту
Прапор Ниського повіту
Герб Ниського повіту
Прапор Олеського повіту
Герб Олеського повіту
Прапор Опольського повіту
Герб Опольського повіту
Прапор Прудницького повіту
Герб Прудницького повіту
Прапор Стшелецького повіту
Герб Стшелецького повіту

- Прапор Ополя
- Герб Ополя

## Підкарпатське воєводство

Прапор Підкарпатського воєводства
Герб Підкарпатського воєводства

Прапор Бещадського повіту
Герб Бещадського повіту
Прапор Бжозовського повіту
Герб Бжозовського повіту
Прапор Дембицького повіту
Герб Дембицького повіту
Прапор Кольбушовського повіту
Герб Кольбушовського повіту
Прапор Кросненського повіту
Герб Кросненського повіту
Прапор Ланьцутського повіту
Герб Ланьцутського повіту
Прапор Лежайського повіту
Герб Лежайського повіту
Прапор Ліського повіту
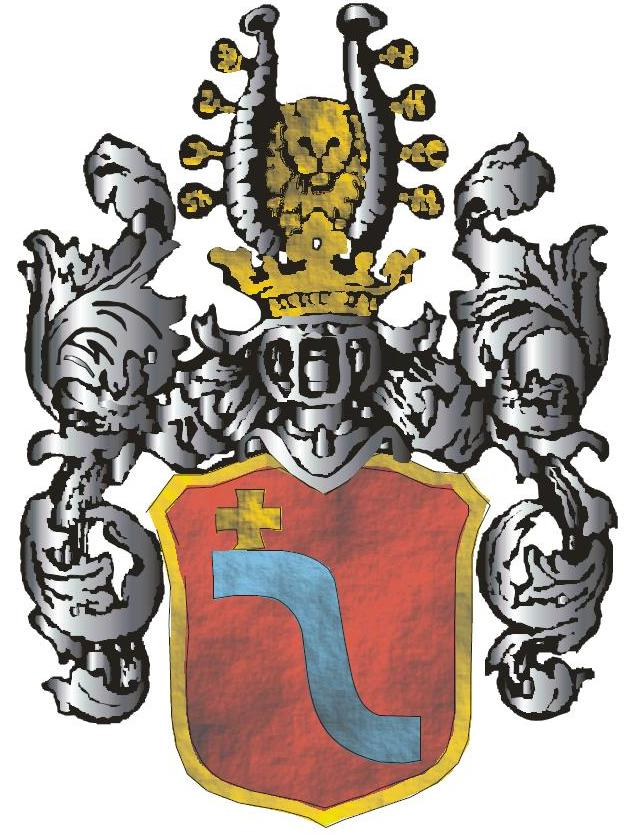
Герб Ліського повіту
Прапор Любачівського повіту
Герб Любачівського повіту
Прапор Мелецького повіту
Герб Мелецького повіту
Прапор Ніжанського повіту
Герб Ніжанського повіту
Прапор Перемишльського повіту
Герб Перемишльського повіту
Прапор Переворського повіту
Герб Переворського повіту
Прапор Ропчицько-Сендзішовського повіту
Герб Ропчицько-Сендзішовського повіту
Прапор Ряшівського повіту
Герб Ряшівського повіту
Прапор Стальововольського повіту
Герб Стальововольського повіту
Прапор Стрижівського повіту
Герб Стрижівського повіту
Прапор Сяноцького повіту
Герб Сяноцького повіту
Прапор Тарнобжезького повіту
Герб Тарнобжезького повіту
Прапор Ярославського повіту
Герб Ярославського повіту
Прапор Ясельського повіту
Герб Ясельського повіту

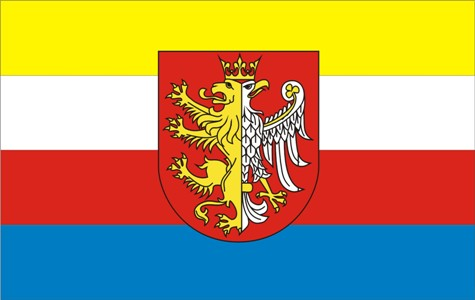
Прапор Коросна
Герб Коросна
Прапор Перемишля
Герб Перемишля
Прапор Ряшева
Герб Ряшева
Прапор Тарнобжега
Герб Тарнобжега

## Підляське воєводство

Прапор Підляського воєводства
Герб Підляського воєводства

Прапор Августівського повіту
Герб Августівського повіту
Прапор Білостоцького повіту
Герб Білостоцького повіту
Прапор Більського повіту
Герб Більського повіту
Прапор Високомазовецького повіту
Герб Високомазовецького повіту
Прапор Граєвського повіту
Герб Граєвського повіту
Прапор Замбровського повіту
Герб Замбровського повіту
Прапор Кольненського повіту
Герб Кольненського повіту
Прапор Ломжинського повіту
Герб Ломжинського повіту
Прапор Монецького повіту
Герб Монецького повіту
Прапор Сейненського повіту
Герб Сейненського повіту
Прапор Сім'ятицького повіту
Герб Сім'ятицького повіту
Прапор Сокульського повіту
Герб Сокульського повіту
Прапор Сувальського повіту
Герб Сувальського повіту
Прапор Гайнівського повіту
Герб Гайнівського повіту

Прапор Білостока
Герб Білостока
Прапор Ломжі
Герб Ломжі
Прапор Сувалок
Герб Сувалок

## Поморське воєводство

Прапор Поморського воєводства
Герб Поморського воєводства

Прапор Битівського повіту
Герб Битівського повіту
Прапор Вейхеровського повіту
Герб Вейхеровського повіту
Прапор Гданського повіту
Герб Гданського повіту
Прапор Картузького повіту
Герб Картузького повіту
Прапор Квідзинського повіту
Герб Квідзинського повіту
Прапор Косьцерського повіту
Герб Косьцерського повіту
Прапор Лемборського повіту
Герб Лемборського повіту
Прапор Мальборського повіту
Герб Мальборського повіту
Прапор Новодворського повіту
Герб Новодворського повіту
Прапор Пуцького повіту
Герб Пуцького повіту
Прапор Слупського повіту
Герб Слупського повіту
Прапор Старогардського повіту
Герб Старогардського повіту
Прапор Тчевського повіту
Герб Тчевського повіту
Прапор Хойницького повіту
Герб Хойницького повіту
Прапор Члуховського повіту
Герб Члуховського повіту
Прапор Штумського повіту
Герб Штумського повіту

Прапор Гданська
Герб Гданська
Прапор Гдині
Герб Гдині
Прапор Слупська
Герб Слупська
Прапор Сопота
Герб Сопота

## Свентокшиське воєводство

Прапор Кельця
Герб Кельця

Прапор Свентокшиського воєводства
Герб Свентокшиського воєводства

Прапор Буського повіту
Герб Буського повіту
Прапор Влощовського повіту
Герб Влощовського повіту
Прапор Єнджейовського повіту
Герб Єнджейовського повіту
Прапор Казімерського повіту
Герб Казімерського повіту
Прапор Келецького повіту
Герб Келецького повіту
Прапор Конецького повіту
Герб Конецького повіту
Прапор Опатовського повіту
Герб Опатовського повіту
Прапор Островецького повіту
Герб Островецького повіту
Прапор Піньчовського повіту
Герб Піньчовського повіту
Прапор Сандомирського повіту
Герб Сандомирського повіту
Прапор Скаржиського повіту
Герб Скаржиського повіту
Прапор Стараховицького повіту
Герб Стараховицького повіту
Прапор Сташовського повіту
Герб Сташовського повіту

- Прапор Кельця
- Герб Кельця

## Сілезьке воєводство

Прапор Сілезького воєводства
Герб Сілезького воєводства

Прапор Бельського повіту
Герб Бельського повіту
Прапор Бендзинського повіту
Герб Бендзинського повіту
Прапор Берунсько-Лендзінського повіту
Герб Берунсько-Лендзінського повіту
Прапор Водзіславського повіту
Герб Водзіславського повіту
Прапор Ґлівицького повіту
Герб Ґлівицького повіту
Прапор Живецького повіту
Герб Живецького повіту
Прапор Заверцянського повіту
Герб Заверцянського повіту
Прапор Клобуцького повіту
Герб Клобуцького повіту
Прапор Люблінецького повіту
Герб Люблінецького повіту
Прапор Мишковського повіту
Герб Мишковського повіту
Прапор Міколовського повіту
Герб Міколовського повіту
Прапор Пщинського повіту
Герб Пщинського повіту
Прапор Рациборського повіту
Герб Рациборського повіту
Прапор Рибницького повіту
Герб Рибницького повіту
Прапор Тарногурського повіту
Герб Тарногурського повіту
Прапор Цешинського повіту
Герб Цешинського повіту
Прапор Ченстоховського повіту
Герб Ченстоховського повіту

Прапор Бельсько-Бялої
Герб Бельсько-Бялої
Прапор Битома
Герб Битома
Прапор Глівіці
Герб Глівіці
Прапор Домброва-Гурничі
Герб Домброва-Гурничі
Прапор Жори
Герб Жори
Прапор Забжі
Герб Забжі
Прапор Катовіци
Герб Катовіци
Прапор Мисловіци
Герб Мисловіци
Прапор Пекари-Шльонської
Герб Пекари-Шльонської
Прапор Рибника
Герб Рибника
Прапор Руди-Шльонської
Герб Руди-Шльонської
Прапор Свентохловіци
Герб Свентохловіци
Прапор Семяновіци-Шльонської
Герб Семяновіци-Шльонської
Прапор Сосновця
Герб Сосновця
Прапор Тихи
Герб Тихи
Прапор Хожува
Герб Хожува
Прапор Ченстохови
Герб Ченстохови
Прапор Явожни
Герб Явожни
Прапор Ястшембе-Здруя
Герб Ястшембе-Здруя